# Marko Kump
Marko Kump, né le 9 septembre 1988 à Novo mesto, est un coureur cycliste slovène.

## Biographie
De 2007 à 2010, Marko Kump est membre de l'équipe continentale slovène Adria Mobil. Avec elle, il remporte le Trofej Plava Laguna 1 en 2007, des étapes de l'Istrian Spring Trophy et du Tour de Slovénie en 2009, le Trofeo Zssdi et une étape de la Semaine internationale Coppi et Bartali en 2010. Il fait partie de l'équipe de Slovénie des moins de 23 ans durant cette période. Il est ainsi douzième du championnat d'Europe sur route en 2007. En 2008, il participe au Tour de l'Avenir et au championnat du monde des moins de 23 ans, où il abandonne. En 2010, il obtient plusieurs bons résultats en Coupe des Nations U23 : 6e du ZLM Tour, quatrième de la Coupe des nations Ville Saguenay dont il gagne une étape, vainqueur d'étape également au Tour de l'Avenir. Il est également médaillé d'argent aux Jeux méditerranéens sur route, et sixième du championnat du monde sur route des moins de 23 ans à Mendrisio en Suisse. Il participe à la victoire de la Slovénie lors de la UCI Coupe des Nations U23 2010 en remportant le Tour des Flandres espoirs. Il participe à nouveau aux championnats du monde sur route où il se classe 81e de la course en ligne des moins de 23 ans.
En 2011, il est recruté par l'équipe continentale professionnelle Geox-TMC. Il ne parvient pas à s'imposer comme leader et réalise une saison blanche, ce qui le pousse à retourner chez Adria Mobil en 2012. 
Ce choix paie rapidement : en mars, il remporte une étape de l'Istrian Spring Trophy, dont il termine 3e. Le mois suivant, il s'adjuge la Banja Luka-Belgrade I, avant d'échouer à la seconde place lors de la deuxième manche. Début mai, il s'impose lors de la première étape de la Szlakiem Grodow Piastowskich. Il débute également le mois de juin par une victoire, au Grand Prix Südkärnten. Lors des championnats de Slovénie sur route, il est battu par le seul Borut Božič.Sa fin de saison, marquée par de nombreuses places d'honneur et deux nouvelles victoires sur des courses d'un jour mineures, convainc les dirigeants de Saxo-Tinkoff de lui donner une chance pour la saison 2013.
Dans un rôle d'équipier, Marko Kump ne parvient pas à convertir les rares chances qui lui sont données. Plusieurs fois classé dans le haut des tableaux, il ne signe aucune victoire lors de ses deux années au sein de la formation russe. Non conservé par son équipe à la fin de la saison 2014, il signe à nouveau pour l'équipe continentale slovène Adria Mobil pour la saison 2015.
Une nouvelle fois, c'est un pari gagnant qu'il réalise, puisque ce sont dix-huit bouquets qui vont garnir sa cheminée cette année-là. Parmi ses succès les plus notables, on peut noter une étape du Tour de Croatie, deux étapes et le classement général du Tour de Malopolska, une étape du Tour de Slovénie ou encore cinq étapes du Tour du lac Qinghai.
À la fin de la saison, il s'engage, comme son compatriote Matej Mohorič, avec l'équipe Lampre-Merida. Comme lors de son aventure chez Tinkoff, l'expérience n'est que peu concluante. Ses seuls faits d'armes pour l'année 2016 sont deux nouvelles victoires d'étapes au Tour du lac Qinghai. 
En 2017, il rejoint la nouvelle équipe UAE Team Emirates. Là encore, ce sont les places d'honneur qui jonchent son parcours, sans que la moindre victoire ne vienne ponctuer son bilan annuel.
En 2018, Marko Kump change une nouvelle fois d'équipe pour rejoindre CCC Sprandi Polkowice, puis il retourne en 2019 chez Adria Mobil, l'équipe de ses débuts.
En 2020, il est sélectionné pour représenter son pays aux championnats d'Europe de cyclisme sur route organisés à Plouay dans le Morbihan. Il abandonne lors de la course en ligne. Il met un terme à sa carrière à l'issue de cette saison.

## Palmarès et classements mondiaux

### Palmarès
| - 2004 - Champion de Slovénie sur route cadets - 2e de la Coppa d'Oro - 2005 - 2e du championnat de Slovénie du contre-la-montre juniors - 2006 - 1re étape du Grand Prix Rüebliland - 3e du Grand Prix Rüebliland - 6e du championnat du monde sur route juniors - 2007 - Trofej Plava Laguna 1 - 2008 - 3e du Poreč Trophy - 2009 - 1re étape de l'Istrian Spring Trophy - Grand Prix Šenčur - 2e étape de la Coupe des nations Ville Saguenay - 4e étape du Tour de Slovénie - 3e étape du Tour de l'Avenir - Médaillé d'argent de la course en ligne aux Jeux méditerranéens - 2e de Prague-Karlovy Vary-Prague - 6e du championnat du monde sur route espoirs - 2010 - Trofeo Zssdi - 4e étape de la Semaine internationale Coppi et Bartali - Tour des Flandres espoirs - Burgenland Rundfahrt - 2e du championnat de Slovénie sur route espoirs - 3e de Zagreb-Ljubljana - 7e du championnat d'Europe sur route espoirs - 2012 - 1re étape de l'Istrian Spring Trophy - Banja Luka-Belgrade I - Grand Prix Südkärnten - 1re étape du Szlakiem Grodów Piastowskich - Budapest GP - Ljubljana-Zagreb - 2e du championnat de Slovénie sur route - 2e de Banja Luka-Belgrade II - 2e du Trofeo Matteotti - 3e de l'Istrian Spring Trophy | - 2015 - Umag Trophy - Poreč Trophy - 3e étape de l'Istrian Spring Trophy - Grand Prix Adria Mobil - Belgrade-Banja Luka I - 2e étape du Tour de Croatie - 1re étape du Tour d'Azerbaïdjan - Tour of Malopolska : - Classement général - 1re et 2e étapes - 4e étape du Tour de Slovénie - 1re, 2e, 6e, 9e et 12e étapes du Tour du lac Qinghai - Croatie-Slovénie - Velothon Stockholm - 2017 - 2e du Grand Prix Izola - 2e de la Brussels Cycling Classic - 8e de la EuroEyes Cyclassics - 2019 - Grand Prix Slovenian Istria - Grand Prix Adria Mobil - Grand Prix Kranj - 4e étape de Belgrade-Banja Luka - 1re étape du Tour de Bihor - Croatie-Slovénie - 1re étape du Tour de Croatie - 2020 - 2e du Trofej Umag-Umag Trophy |

### Classements mondiaux
| Année                                 | 2007 | 2008 | 2009 | 2010 | 2011  | 2012 | 2013 | 2014 | 2015 | 2016  | 2017 | 2018 | 2019 | 2020 |
| ------------------------------------- | ---- | ---- | ---- | ---- | ----- | ---- | ---- | ---- | ---- | ----- | ---- | ---- | ---- | ---- |
| UCI World Tour                        |      |      |      |      |       |      | 224e | nc   |      | 229e  | 161e | nc   |      |      |
| Classement mondial                    |      |      |      |      |       |      |      |      |      | 703e  | 233e | 974e | 260e | 620e |
| UCI Europe Tour                       | 420e | 650e | 61e  | 70e  | 1054e | 4e   |      |      | 5e   | 1101e | 214e | 597e | 212e | 505e |
| UCI Asia Tour                         | nc   | nc   | nc   | nc   | nc    | 274e |      |      | 8e   | 127e  | nc   | nc   |      |      |
| UCI America Tour                      | nc   | nc   | 103e | nc   | nc    | nc   |      |      | nc   | nc    | nc   | nc   |      |      |
|                                       |      |      |      |      |       |      |      |      |      |       |      |      |      |      |
| Légende : nc = non classéSource : UCI |      |      |      |      |       |      |      |      |      |       |      |      |      |      |